# Торецк
Торе́цк (укр. Торецьк; до 1936 года — Щерби́новка, в 1936—2016 годах — Дзержи́нск) — город в Бахмутском районе Донецкой области Украины, административный центр Торецкой городской общины. До укрупнения Бахмутского, ранее Артёмовского, района в 2020 году не входил в его состав, будучи городом областного значения.
С 2024 года за город идут бои между Вооружёнными силами России и Украины на фоне российско-украинской войны в ходе наступления российских войск в Донецкой области. Город находится под постоянным обстрелом.
К сентябрю 2024 года город был полностью разрушен.
Практически полностью находится под контролем российских войск.

## География
Город расположен между железнодорожными станциями Фенольная около 7 км (пгт. Новгородское) на линии Константиновка — Ясиноватая и Магдалиновка около 1 км (п. Пивничное) на линии Константиновка — Никитовка.

## История

### XVIII век
По мнению донецкого краеведа М. Кулишова, именно в Торецке, в Скелеватой балке, находится место, с которого началась задокументированная добыча каменного угля в Донбассе:
Балка Скелеватая в Торецке (бывш. Дзержинск) — место первой документально зафиксированной добычи каменного угля на Донбассе. Открытие угля в балке Скелеватой из документов Берг-коллегии зафиксировано 1721 годом. Этот год вошёл в историю как год открытия Донецкого каменноугольного бассейна. Здесь, в 25 верстах от Бахмута в балке Скелеватой, под руководством коменданта Бахмутской крепости Семена Чиркова и управляющего соляными промыслами Никиты Вепрейского в 1722—1724 годах производилась добыча угля на выходах угольных пластов на дневную поверхность.

### XIX век
Возле балок Сухой и Житный Яры появилась слобода Зайцево, к 1800 году часть населения слободы переселилась в хутор Щербиновский. В конце 1830-х годов Щербиновский и соседние хутора объединились в село Щербиновка (Железнянская волость Бахмутского уезда). К середине XIX века население Щербиновки составило 457 жителей. Развивалась добыча каменного угля. В начале 1890-х годов построен коксовый завод. Накануне 1916 года в Щербиновке действовало 3 угольные шахты и 2 промышленных предприятия.

### 1917—1991
В годы гражданской войны (конец 1918 года) из числа красногвардейцев-щербиновцев была сформирована пулемётная команда для II Симбирского бронепоезда, отличившегося при обороне Царицына (ныне Волгоград) от войск Деникина.
В 1923 году добыто 1 миллион тонн угля. В первые послереволюционные годы построены дворец культуры, парк. В 1931 году Центральная шахта переименована в шахту имени Дзержинского. В годы 2-й пятилетки образован трест «Дзержинскуголь», в который вошли следующие шахты:
- шахта имени Дзержинского
- шахта имени Артёма
- шахта «Северная»
- шахта «Чигари» («Южная»)
- шахта № 1-1-бис («Торецкая»)
- шахта № 11-12
- Щербиновское рудоуправление (ряд мелких шахт).

1 сентября 1936 года здесь началось издание местной газеты.
В 1936 году трестом «Дзержинскуголь» добывалось 9 тысяч тонн угля ежедневно. В 1936 году Щербиновка выведена из состава Горловского района — образован Дзержинский район (центр — Щербиновка).
27 октября 1936 года посёлок городского типа Щербиновка был переименован в город Дзержинск (в честь Ф. Э. Дзержинского).
28 октября 1941 года Дзержинск был оккупирован немецкими войсками. 5 сентября 1943 года был освобождён советскими войсками Южного фронта в ходе Донбасской операции 51-й армией в составе: 315-й сд (генерал-майор Куропатенко, Дмитрий Семёнович), 63-го ск (генерал-майор Кошевой, Пётр Кириллович).
30 декабря 1962 года Дзержинск получил статус города областного подчинения.
В 1970 году население города составляло 47 тысяч человек, здесь действовали шесть угольных шахт, коксохимический завод, фенольный завод, завод кислотоупорных изделий, обогатительная фабрика, горный техникум, медицинское училище, музыкальное училище и др.
В январе 1989 года численность населения составляла 50 538 человек, основой экономики являлись добыча каменного угля, ПО «Металлист», коксохимический завод, завод кислотоупорных изделий и завод станочных узлов.

### После 1991
В мае 1995 года Кабинет министров Украины утвердил решение о приватизации находившихся в городе завода станочных узлов, АТП-11407, АТП-11478, центральной обогатительной фабрики «Дзержинская», ремонтно-механического завода и завода кислотоупорных изделий. В июле 1995 года было утверждено решение о приватизации хлебокомбината, в октябре 1995 года — решение о приватизации управления жилищно-коммунального хозяйства ПО «Дзержинскуголь».
15 апреля 2014 года город перешёл под контроль самопровозглашённой Донецкой Народной Республики. 21 июля 2014 года город вернулся под контроль Украины.

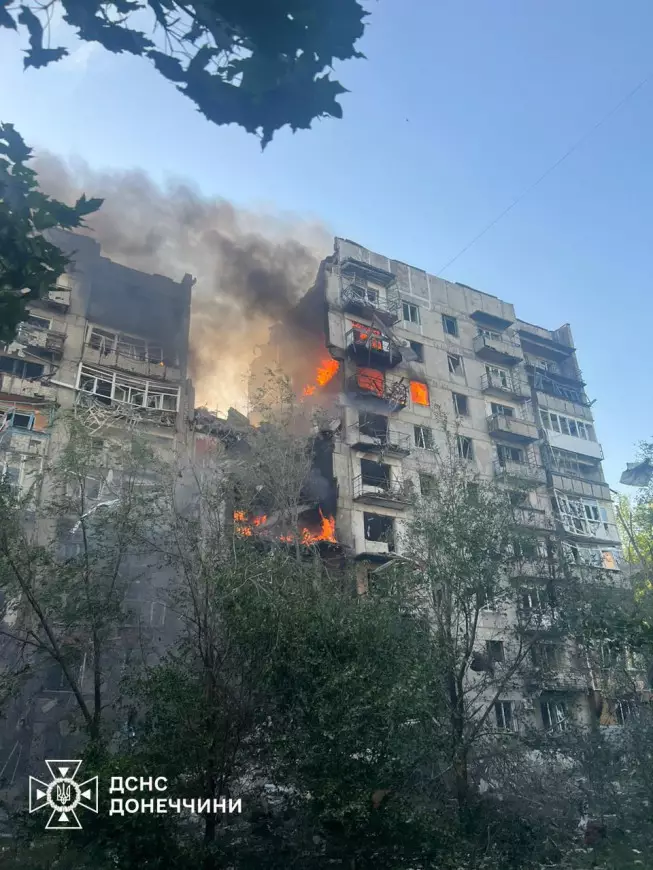
Жилой дом после обстрела во время вторжения России в Украину, май 2024 года

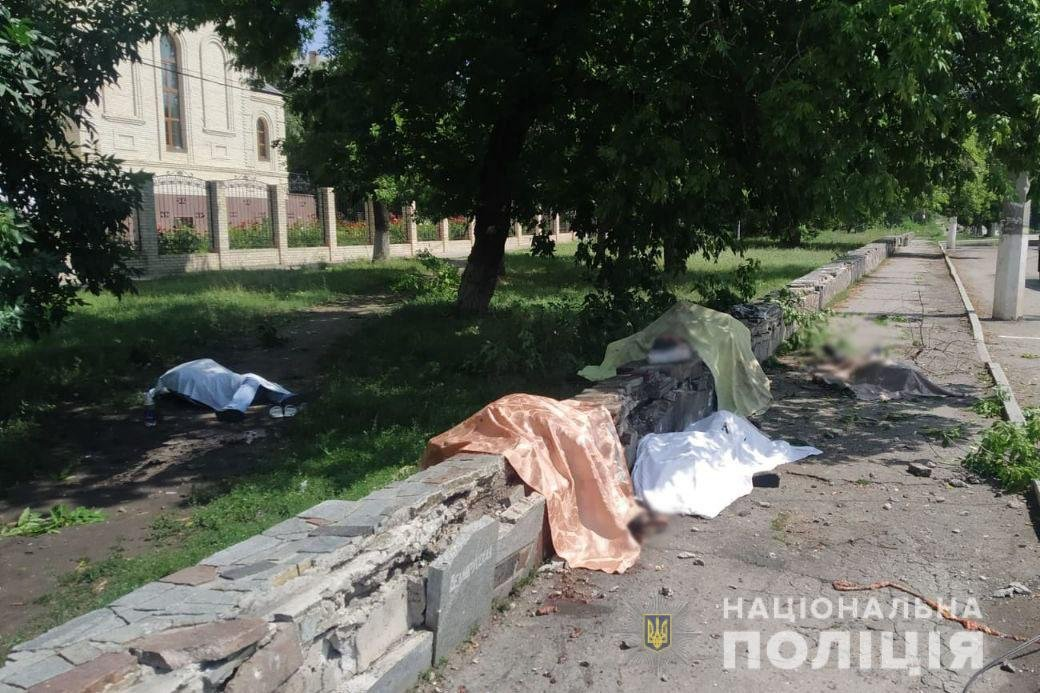
Погибшие гражданские люди на улице Торецка после российского обстрела 4 августа 2022 года

16 октября 2015 года городской совет в ходе реализации законов о декоммунизации принял решение о переименовании Дзержинска в Торецк по названию реки Кривой Торец. Верховная рада Украины утвердила решение о переименовании 4 февраля 2016 года.
12 мая 2017 года в городе была создана военно-гражданская администрация.

#### Российское вторжение
19 июня 2024 года российская армия начала наступление на город. За город начались сильные бои, ВСУ обороняют город благодаря высоким многоэтажным зданиям и терриконам в городе, ВС РФ проводят штурмовые действия, медленно продвигаясь, захватывая улицы города. ВСУ контратакуют и отбивают позиции в застройке города. В начальном этапе бои шли в пригородах, Нью-Йорке, Зализном, Пивденном и Пивничном. Спустя 3 месяца бои перешли в районы города. На 21 декабря ВС РФ контролируют несколько районов Торецка, восточные пригороды, Нью-Йорк. В феврале 2025 года ВС РФ заявило о оккупации города, однако это не было потверждено. В начале марта 2025 года ВСУ начали контратаковать в городе и таким образом, продвинулись в его центр, деоккупировав небольшую территорию.

## Население

### Численность населения
Количество на начало года.
| Год  | Количество жителей | Городской совет |
| ---- | ------------------ | --------------- |
| 1897 | 1601               |                 |
| 1923 | 6320               |                 |
| 1927 | 12 806             |                 |
| 1932 | 36 691             |                 |
| 1939 | 31 750             | 87 689          |
| 1957 | 41 100             |                 |
| 1959 | 44 835             | 108 949         |
| 1964 | 48 000             |                 |
| 1970 | 46 818             | 102 397         |
| 1979 | 44 502             | 93 754          |
| 1989 | 50 538             | 97 139          |
| 1992 | 50 100             |                 |
| 1994 | 49 000             |                 |
| 1998 | 44 200             |                 |
| 2002 | 43 371             | 87 024          |
| 2003 | 42 265             |                 |
| 2004 | 41 267             |                 |
| 2005 | 40 359             |                 |
| 2006 | 39 491             |                 |
| 2007 | 38 779             |                 |
| 2008 | 38 191             |                 |
| 2009 | 37 391             | 76 844          |
| 2010 | 36 835             | 76 017          |
| 2011 | 36 324             | 75 162          |
| 2012 | 35 899             | 74 435          |
| 2013 | 35 296             | 73 592          |
| 2014 | 34 750             | 72 806          |
| 2015 | 34 378             | 72 118          |
| 2022 | 30 914             |                 |
| 2024 | ≤5000              |                 |

### Национальный состав
Данные переписи населения 2001 года
| № | Национальность | Количество | Уд. вес (%) |
| - | -------------- | ---------- | ----------- |
| 1 | Украинцы       | 52 958     | 61,38       |
| 2 | Русские        | 31 112     | 36,06       |
| 3 | Белорусы       | 858        | 0,99        |
| 4 | Татары         | 262        | 0,30        |
| 5 | Цыгане         | 222        | 0,26        |
|   | Всего          | 86 281     | 100,00      |

Рождаемость — 6,9 на 1000 человек, смертность — 16,1, естественная убыль — −9,2, сальдо миграции отрицательное (−4,3 на 1000 человек).

## Экономика

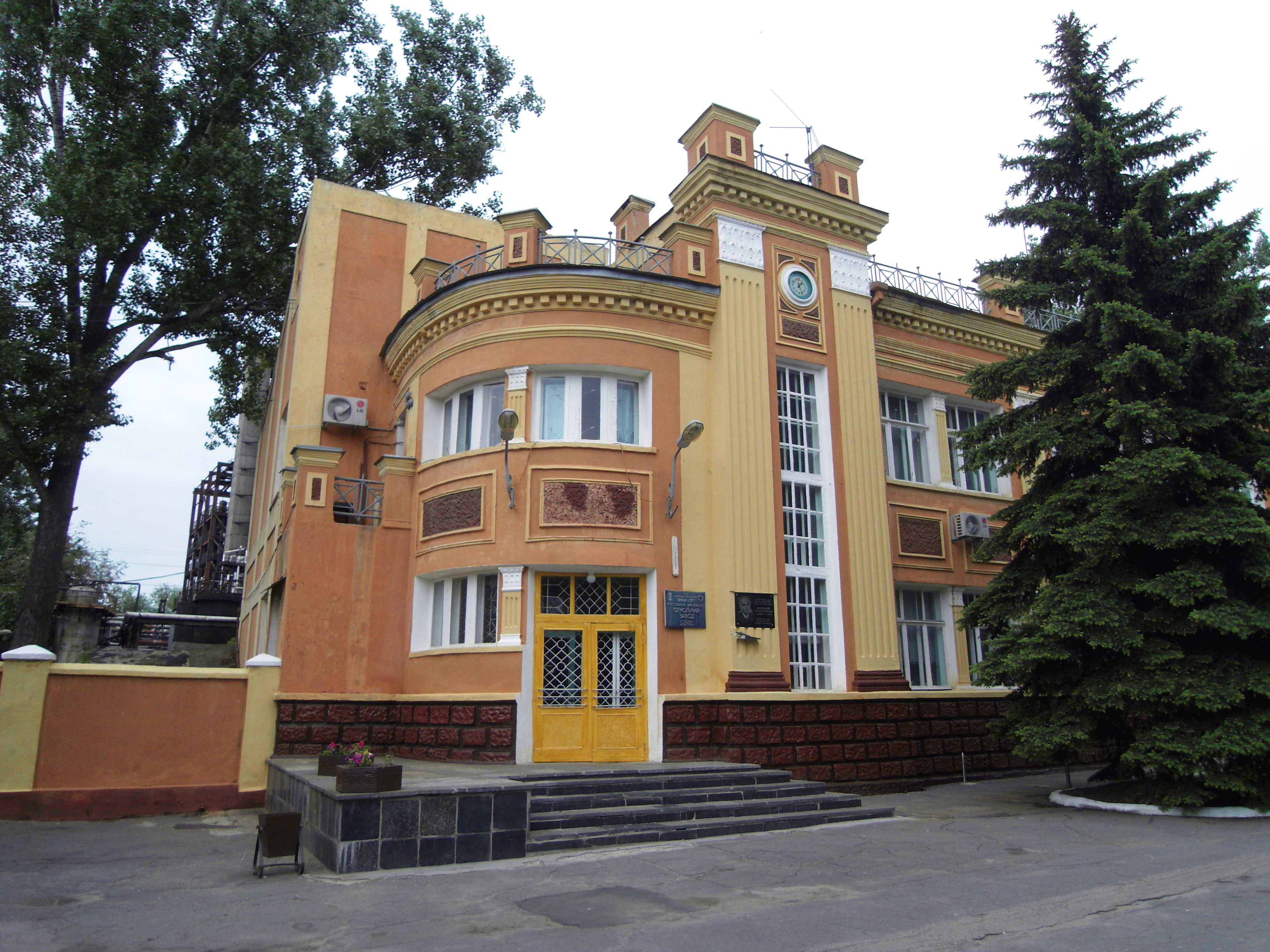
Фенольный завод (2010)

Угольная промышленность (ГКХ «Торецкуголь», шахта «имени Святой Матроны Московской») — добыча угля в 2003 году — 854 тысячи тонн, химическая (Дзержинский фенольный завод — пгт Новгородское, производит нафталин, фенолы, другую продукцию из отходов коксохимического производства; коксовый завод; завод кислотоупорных изделий) промышленность, машиностроение (ПО «Металлист», Новгородский машиностроительный завод — горные машины, завод станочных узлов, ОАО «Галея» — монопольный поставщик высоковольтной кабельной продукции для ветроэнергетических станций Украины).
Добыча угля ведётся в сложных горно-геологических условиях с постоянным увеличением глубины разработки, на 80 % — отбойными молотками.
На базе бывшего филиала полтавского оборонного предприятия, размещавшегося в городе, создано ООО «Дзержинский приборостроительный завод», которое выпускает уникальные высокоточные приборы — расходомеры жидкостей, навигационное и оптическое оборудование.
В городе издаются две газеты: «Дзержинский шахтёр» с 1936 года и «Дзержинский уезд», также работает свой канал КП «ТРК-8».

## Транспорт
Горэлектротранспорт: троллейбус. Количество маршрутов с первоначальных двух в 1985 году выросло до трёх в 1991 году и до четырёх с 1994 года.
1. Депо (проспект Шахтёров) — Железное (шахта имени Артёма)
2. Депо (проспект Шахтёров) — шахта «Торецкая»
3. Автовокзал — шахта «Торецкая»

В сентябре 2007 года сняли последние троллеи между депо и микрорайоном, после чего троллейбусное управление было ликвидировано. Вместо троллейбусов стали ходить маршрутные такси, а с конца 2007 года в троллейбусное депо поступили 11 новых автобусов «Руслан» (Dong Feng).

## Финансы
Экспорт товаров в 2003 году — 1,3 млн долларов. Объём произведённых услуг в 2003 году — 19,3 млн гривен. Коэффициент безработицы — 2,8 %. Среднемесячная зарплата в 2003 году — 434 гривны.
В рейтинге городов Донецкой области по уровню социально-экономического развития по результатам работы за 2010 год Дзержинск занял 18-е место из 28 (в 2009 году — 22-е место, 2008 — 24-е место).

## Образование
Общее среднее образование в городе подчинено Городскому отделу образования Торецкого городского совета Донецкой области. Работают три учебно-воспитательных комплекса: школа-гимназия (бывшая ОШ № 1), школа-детский сад № 1 (бывшая ОШ № 18) и школа-лицей (бывшая ОШ № 6), а также специализированная общеобразовательная школа 1—3 ступеней обучения № 3 с углублённым изучением английского языка, 8 общеобразовательных школ 1—3 ступеней обучения; 7 школ 1—2 ступеней обучения; общеобразовательная школа-интернат I—III ступеней, вечерняя общеобразовательная школа 2—3 ступеней обучения. В 2009—2010 учебном году в 21 школе города обучалось 5200 детей, а в 1981—1982 в 24 школах обучалось более 10 000 учащихся.

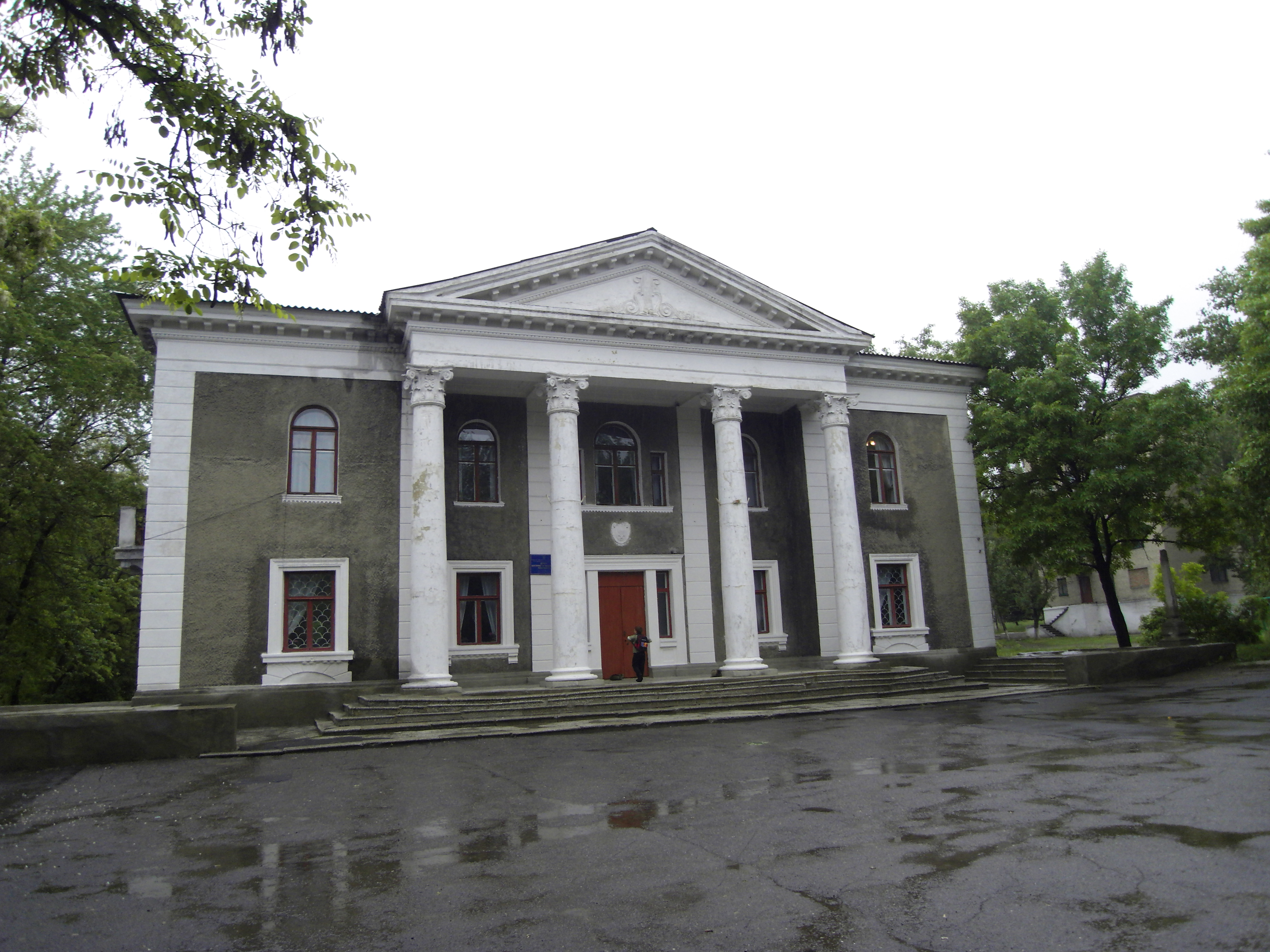
Центр детского и юношеского творчества

Профессиональное образование в городе представлено учебными заведениями: Донбасский государственный колледж технологий и управления, Торецкое музыкальное училище, горный лицей (бывшее училище № 89), Профессионально-технический лицей (бывшее училище № 73).
Действуют Торецкая станция юных техников, Центр детского и юношеского творчества, детско-юношеская спортивная школа.

## Социальная сфера

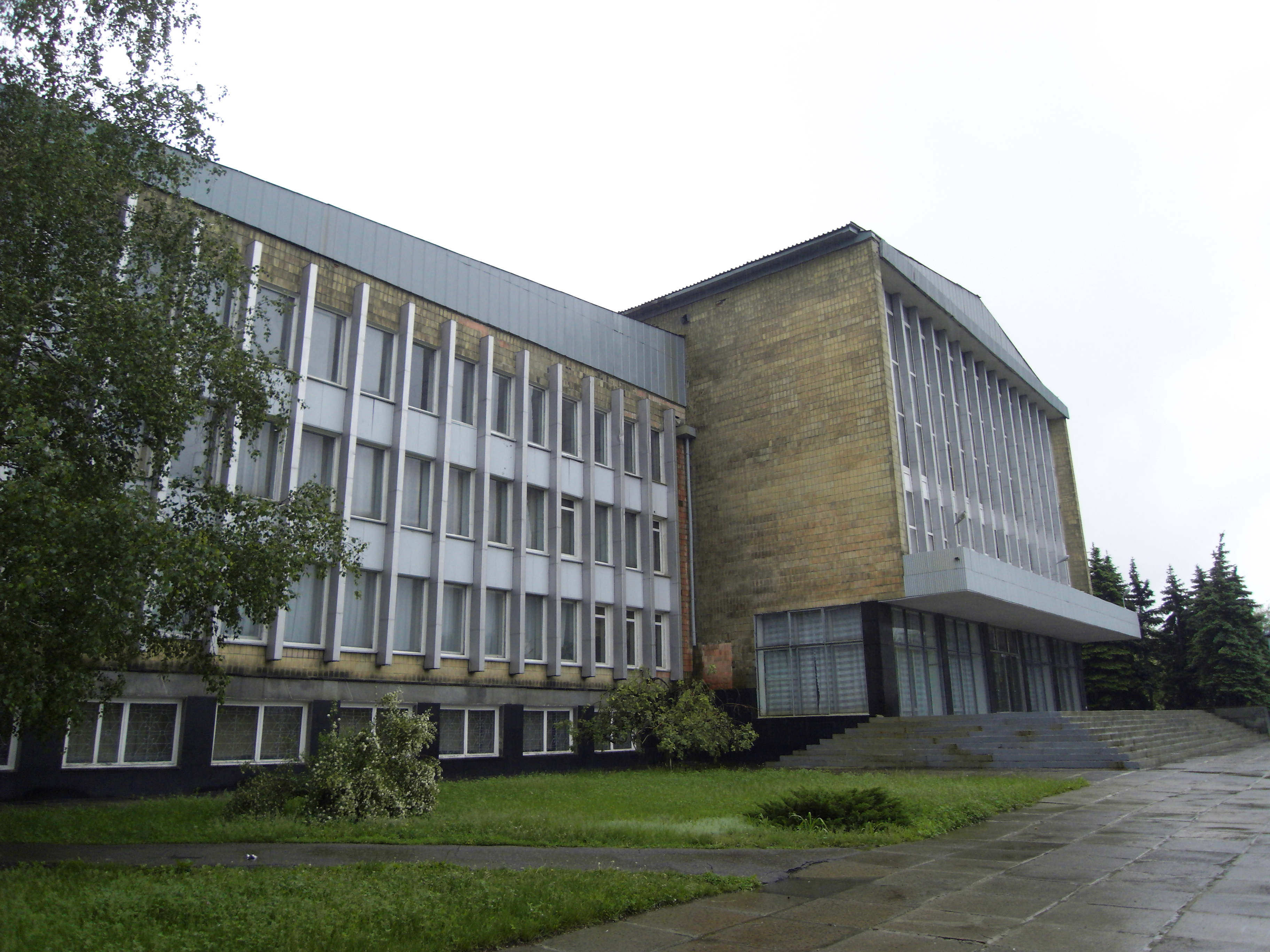
Дворец культуры «Украина» (2010)

8 больниц (1215 коек, 190 врачей), 9 общеобразовательных, 14 средних и 2 начальные школы (14 700 учеников, 800 педагогов), горный техникум, строительный лицей, музыкальное училище, 22 библиотеки, 1 стадион. Свято-Макариевский храм (центральный храм Торецкого благочиния, в 2004 году отметил столетний юбилей).

## Культура
В первые годы после Октябрьской революции 1917 года в Щербиновке был построен дворец культуры. В 1973 году при дворце культуры «Украина» был основан музей истории Дзержинска, которому в 1992 году было присвоено звание «народный».
За годы существования дворца культуры, помимо музея, в разное время в нём располагались кукольный театр, цирковая студия, кружок художественной гимнастики, балетная школа.
В мае 1977 года в ДК «Украина» выступал с концертом Владимир Высоцкий, гастролировавший в то время по Донбассу.

## Почётные граждане
Почётный гражданин города Торецка — почётное звание, установленное в ознаменование высоких достижений жителей города Торецка Донецкой области во всех отраслях промышленности, транспорта, строительства, культуры и спорта в целях увековечения их заслуг. Лица, которым присваивается это почётное звание, заносятся в Книгу Почёта граждан города и получают удостоверение «Почётный гражданин города Торецка». Решение принято Торецким (Дзержинским) городским советом за № 219 от 25 августа 1965 года.
С 1965 года звания «Почётный гражданин Торецка (Дзержинска)» удостоены 32 жителя города.

## Галерея

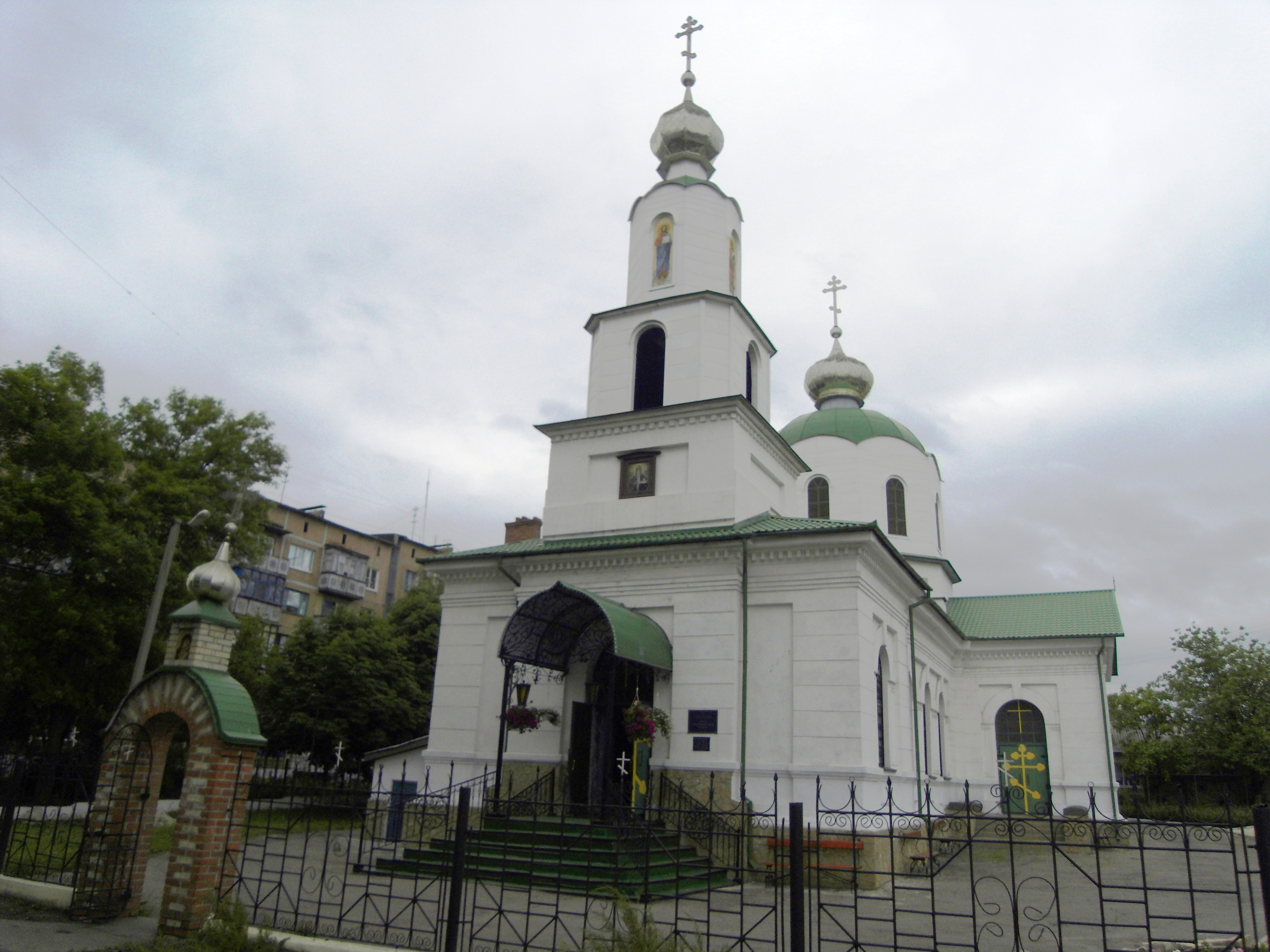
Церковь Св. Макария в Торецке
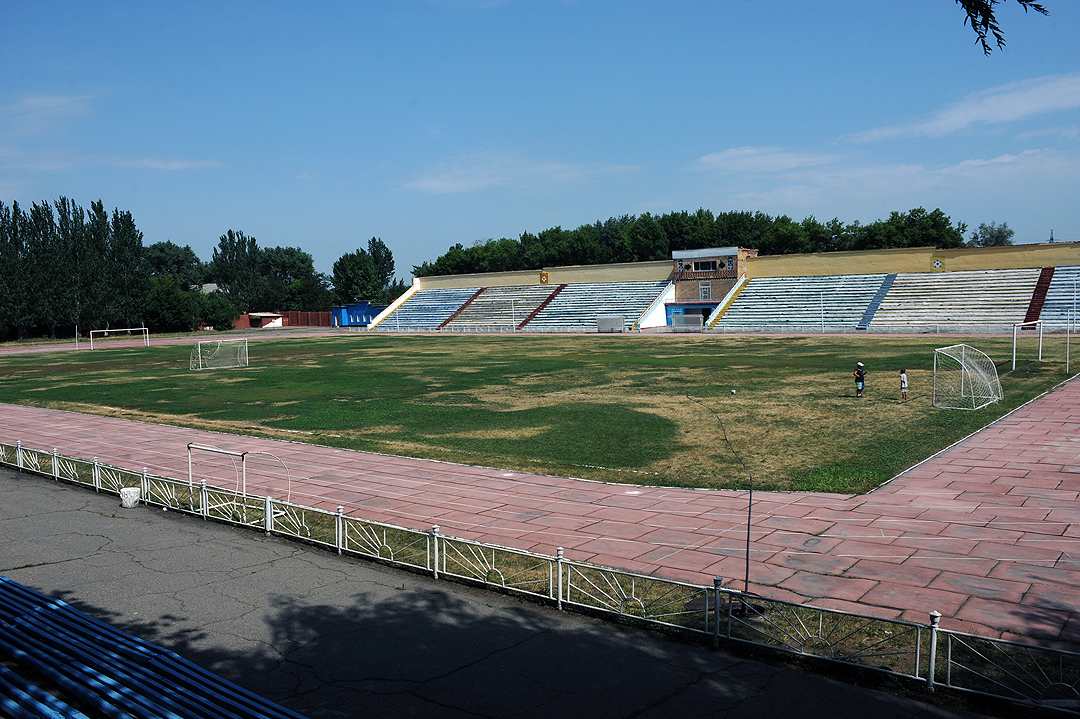
Стадион «Торецкий Авангард»
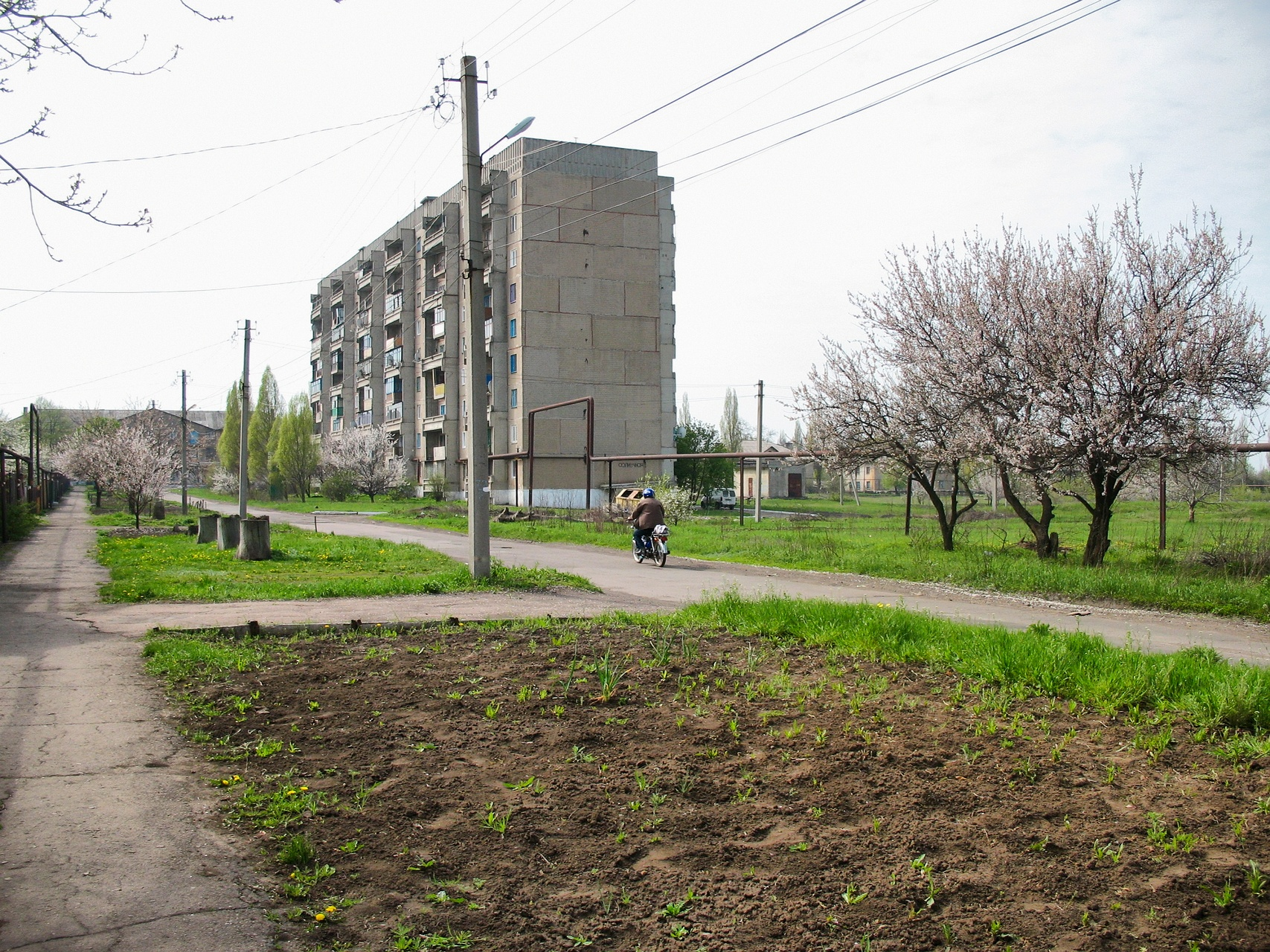
Жилой дом в Торецке
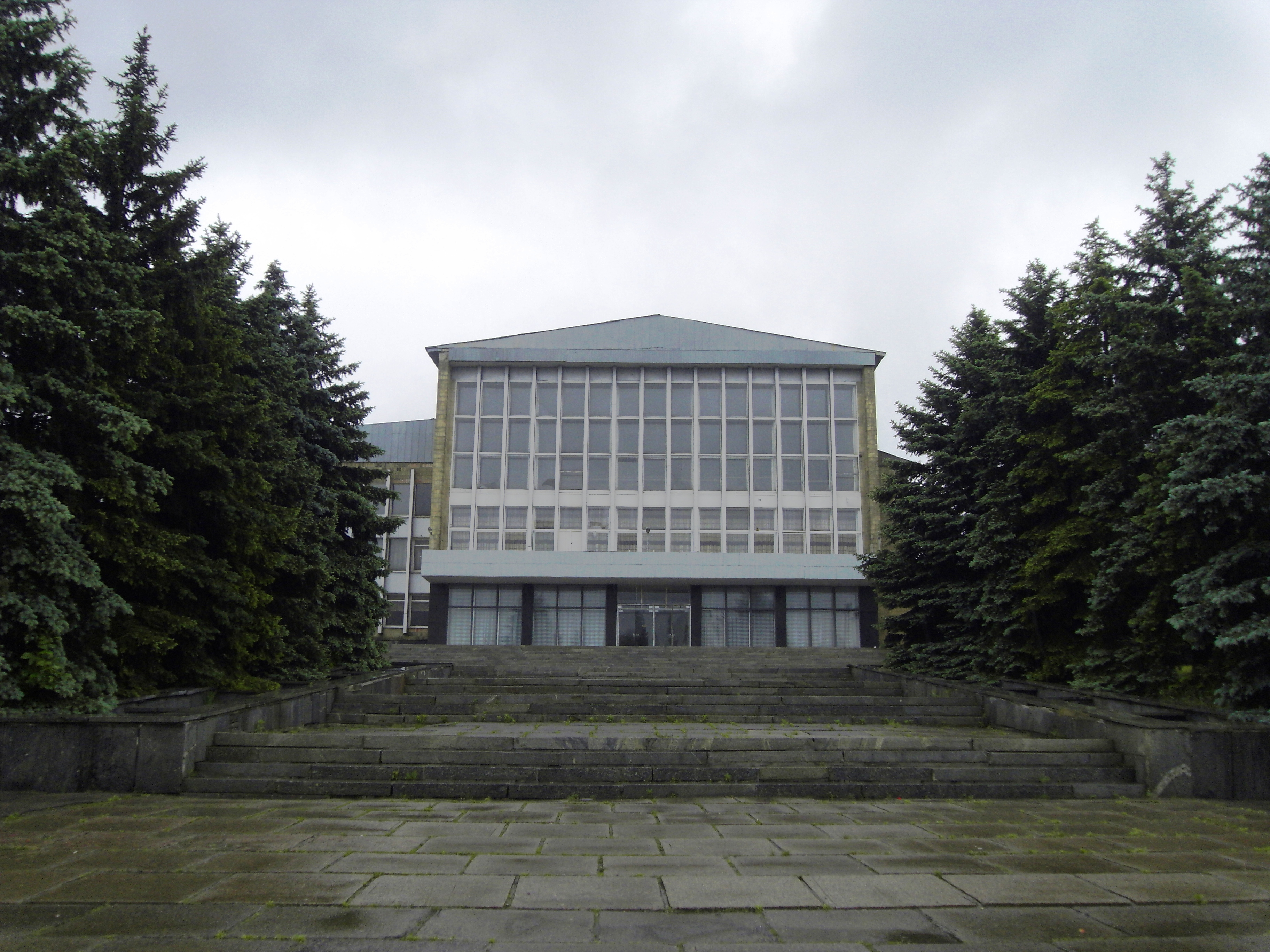
Дворец культуры Украины
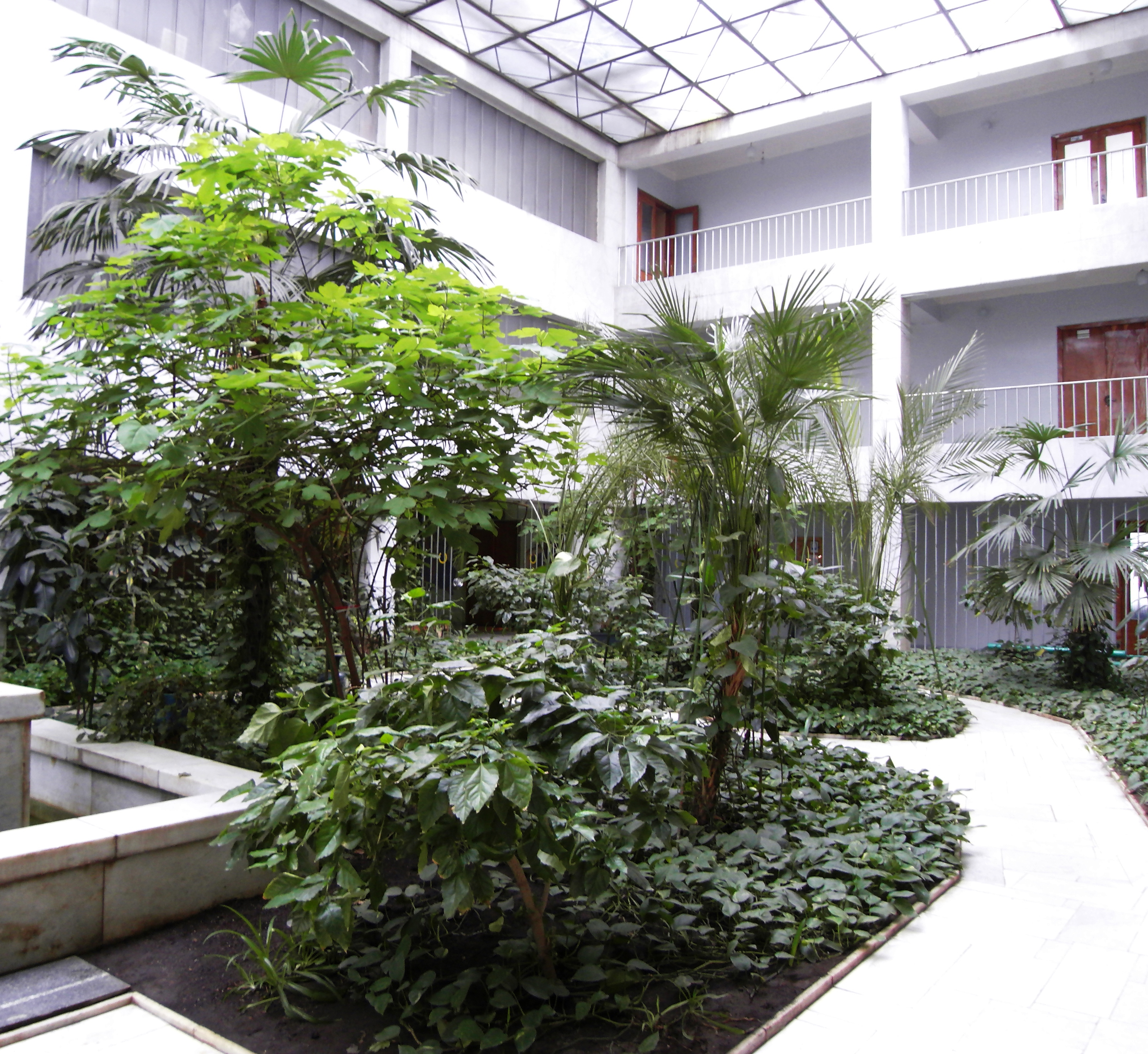
Интерьер Дворца культуры Украины
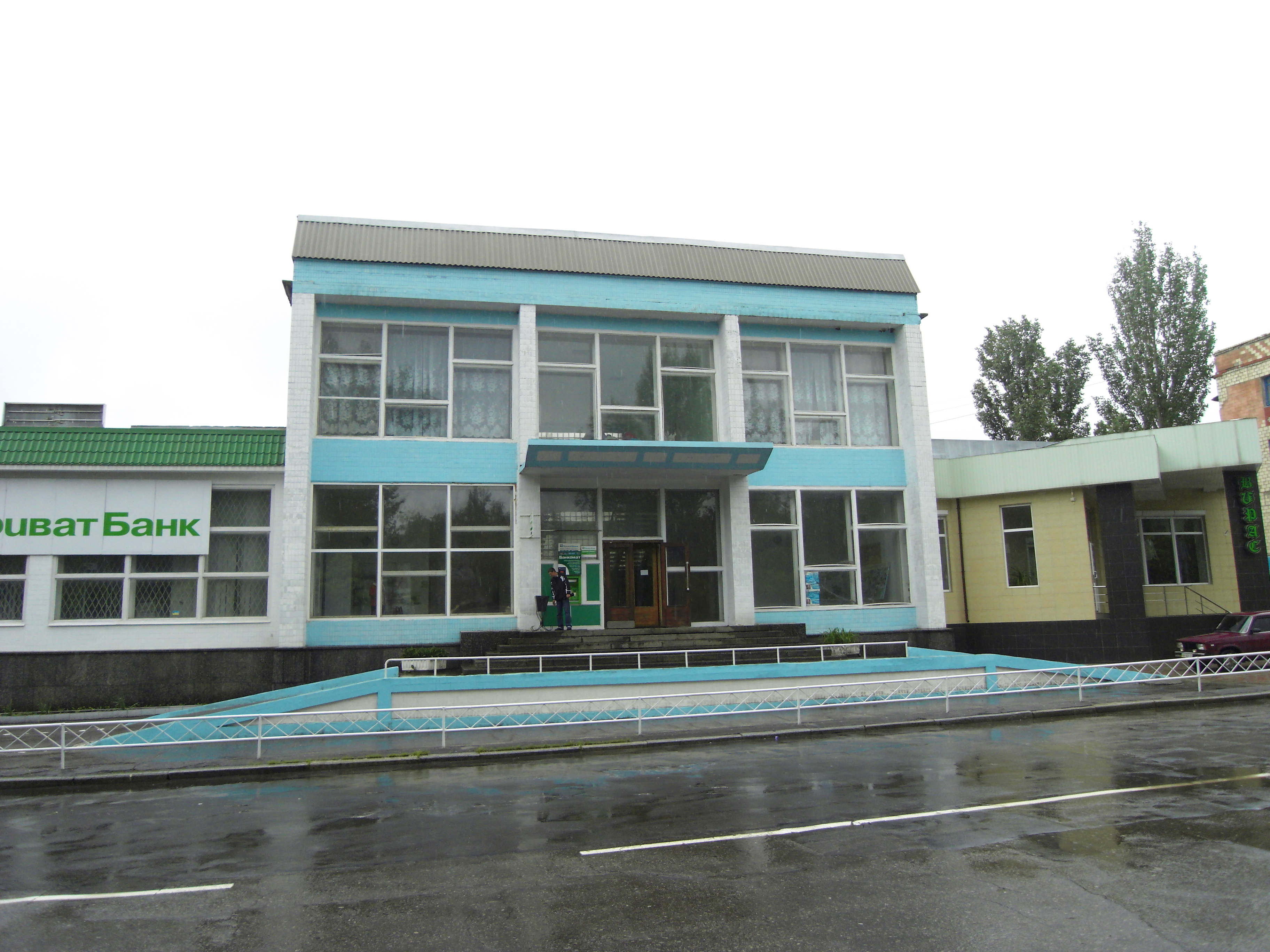
ЗАГС
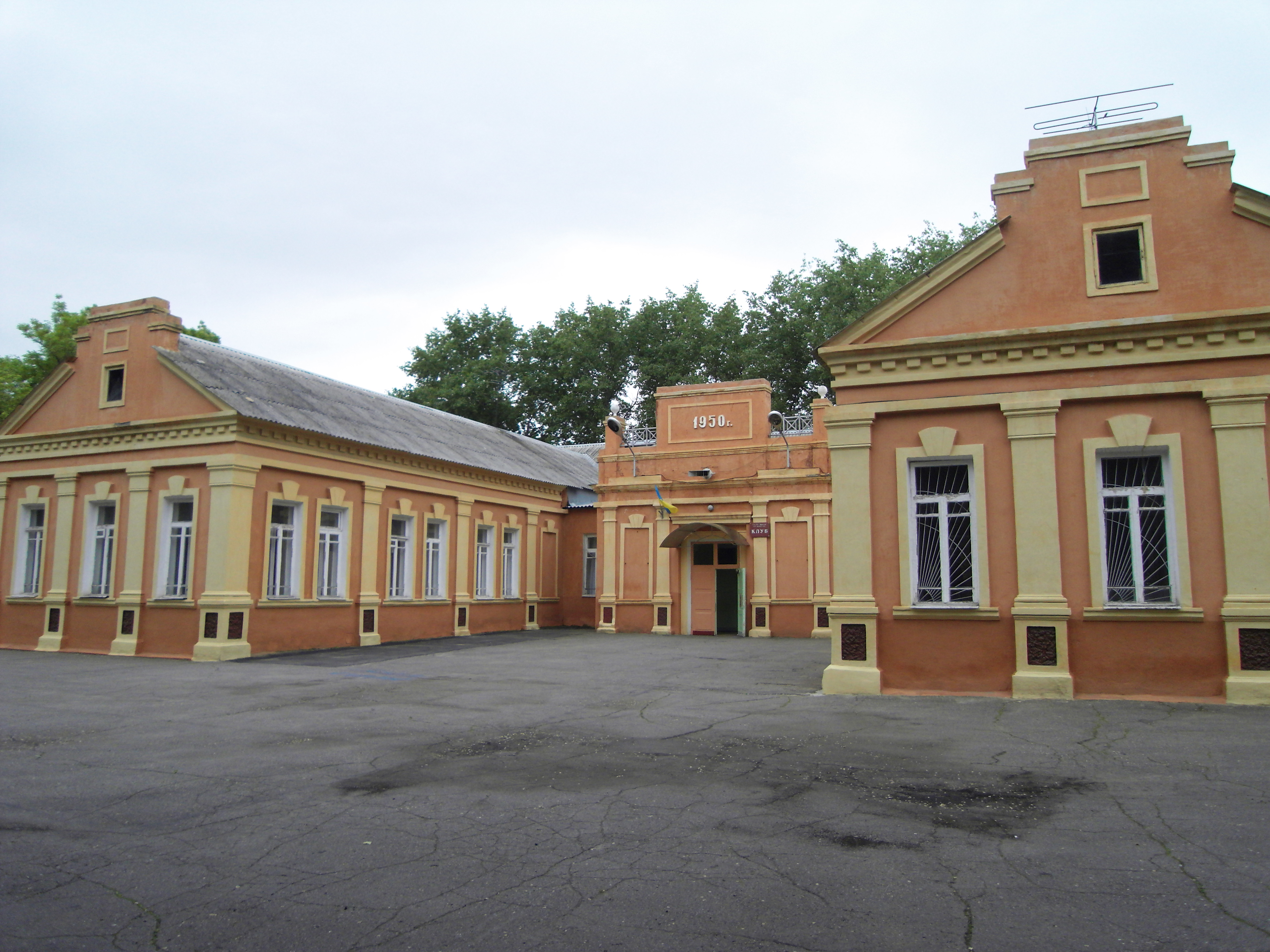
Торецкий фенольный завод
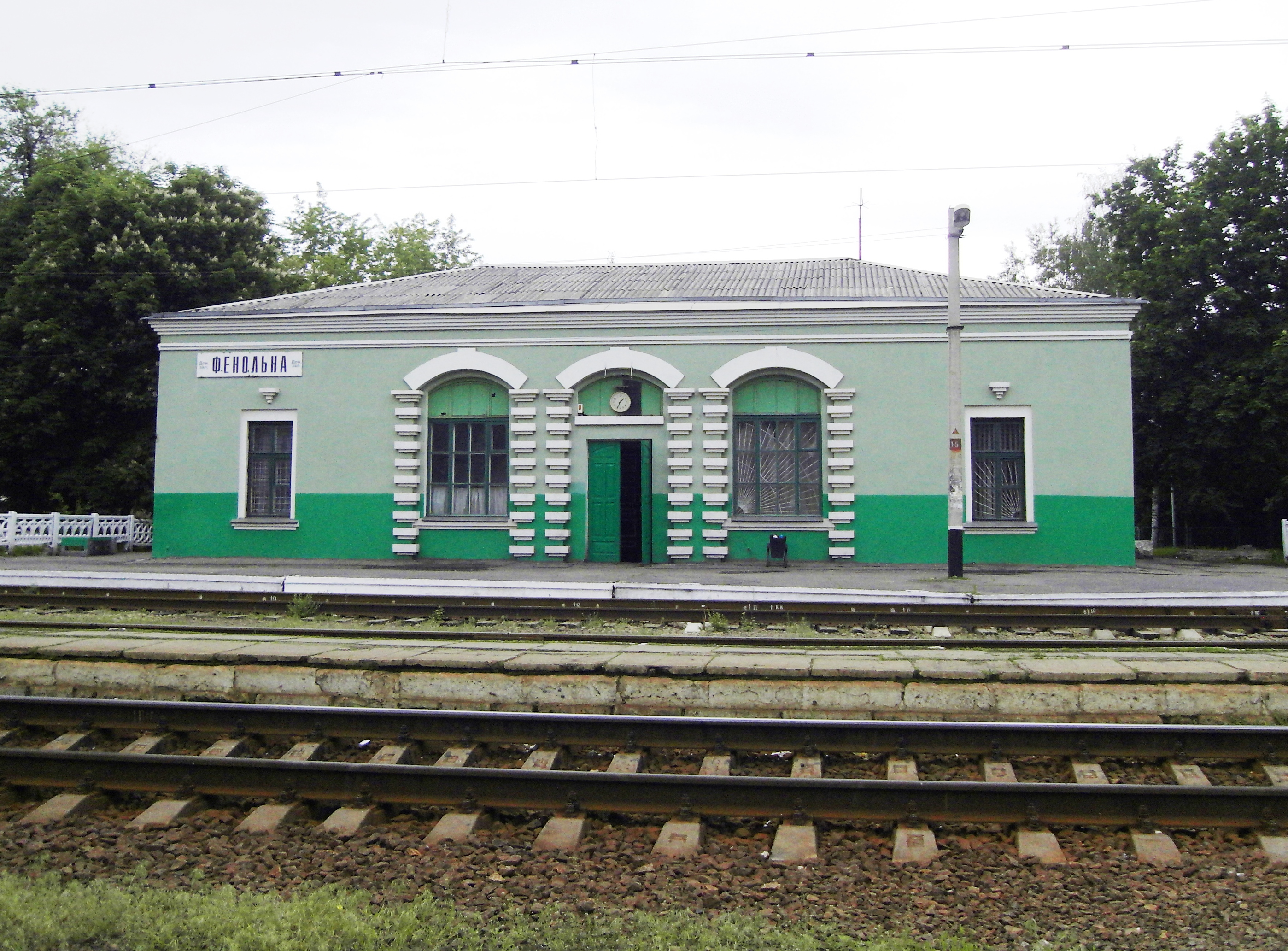
Железнодорожная станция Торецка
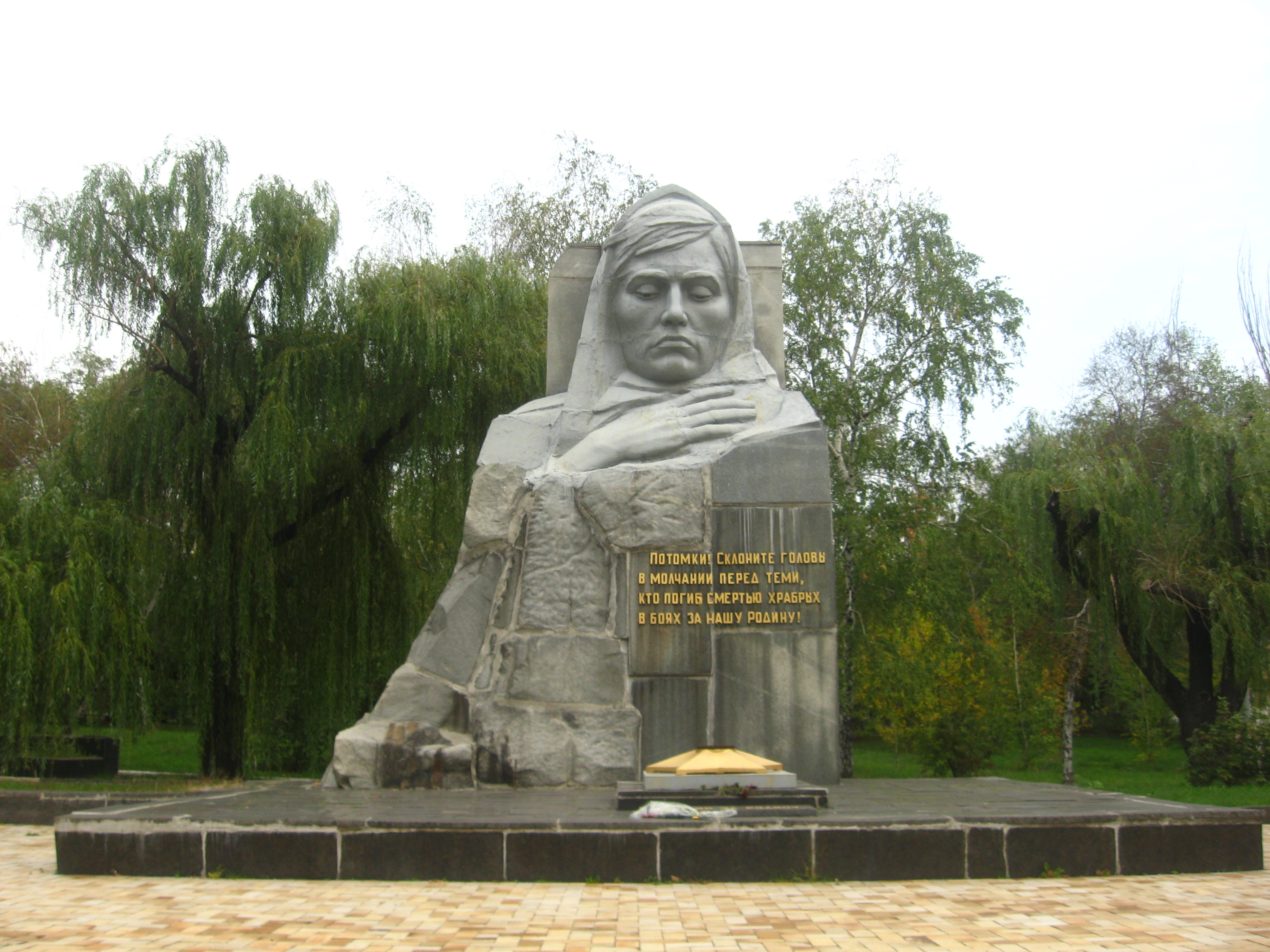
Монумент скорбящей матери
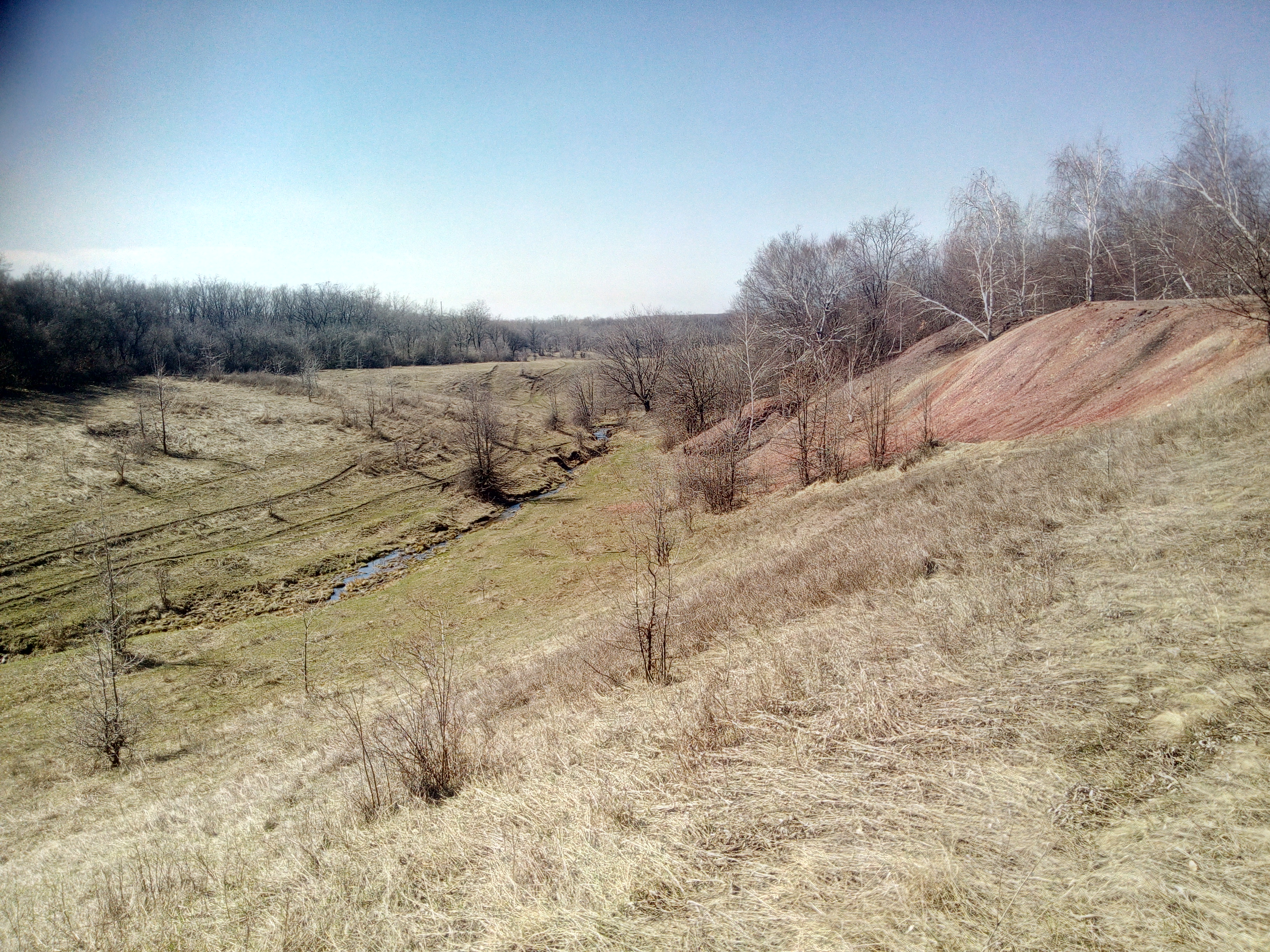
Скелеватая балка у шахты «Новая»

## Комментарии
1. ↑  28.01.1897
2. ↑  15.03.1923
3. ↑  17.12.1926
4. ↑  17.01.1939
5. ↑  15.01.1959
6. ↑  15.01.1970
7. ↑  17.01.1979
8. ↑  12.01.1989
9. ↑  05.12.2001
10. ↑  23.07.2024